# 斯韦勒·伦德·彼得森
斯韦勒·伦德·彼得森（挪威語：Sverre Lunde Pedersen，/2sʋære 2lʉnde 1peːdersen/ⓘ，1992年7月17日—），生于霍达兰郡卑尔根，挪威男子速度滑冰运动员。斯韦勒的父亲是前速度滑冰选手Jarle Pedersen，受其父亲以及哥哥的影响，他在1岁时便接触滑冰。Jarle在Fana Idrettslag俱乐部执教期间曾担任斯韦勒的教练。